# Melone (Wal)

Schnitt durch den Kopf eines Zahnwals, Melone orange

Die Melone ist ein spezielles Organ aus Fett- und Bindegewebe im Kopf der Zahnwale (Odontoceti).
Die Melone liegt über dem Oberkiefer und bedingt bei vielen Arten der Zahnwale die abgerundete Stirn. Das schwammige Bindegewebe der Melone enthält meist ein Gemisch aus mehrheitlich Triglyceriden und kleineren Anteilen von Wachsen und verschiedenen Diacylglycerylethern. Eine andere Zusammensetzung findet sich im Spermaceti des Pottwals sowie einigen anderen Zahnwalen.
Die Melone fokussiert die von Stimmlippen und dorsalen bursae (fettgefüllten Säcken) produzierten Laute der Zahnwale und ist somit wichtig für die Echoortung dieser Tiergruppe.